# Cerro de la Gloria
El cerro de la Gloria, también denominado cerro del Pilar, es una elevación localizada en la ciudad de Mendoza, provincia de Mendoza.
El Poder Ejecutivo decretó el cambio de nombre del cerro del Pilar por cerro de la Gloria el 30 de enero de 1913.
Se puede acceder a la cima por senderos peatonales (existen algunos accesos de rampas para personas con discapacidad), o en automóvil por caminos pavimentados (diferenciados de subida y bajada) con múltiples miradores. A pocos metros del monumento hay un estacionamiento para unos 40 automóviles (micros también están permitidos). También hay un puesto policial e instalaciones sanitarias.
En una de sus laderas se encuentra el antiguo Zoológico de Mendoza, el cual hoy en día busca ser transformado en un Ecoparque por el Gobierno de Mendoza. En sus cercanías se ubican el CCT CONICET Mendoza, el colegio universitario Departamento de Aplicación Docente (DAD), el Liceo Agrícola y Enológico Domingo Faustino Sarmiento, y en sus límites el mundialista Estadio Malvinas Argentinas.

## Monumento
Fue inaugurado el 12 de febrero de 1914, en el 97.º aniversario de la batalla de Chacabuco. Se emplazó en su cima el Monumento al Ejército de Los Andes en conmemoración del centenario del Cruce de los Andes por el Ejército de Los Andes al mando del general José de San Martín para liberar Chile y Perú y asegurar la independencia de las Provincias Unidas del Río de la Plata.
El monumento es una obra del escultor uruguayo Juan Manuel Ferrari, de un concepto original de dos maquetas que para la propuesta final fusionó en uno (con la colaboración Francisco Moreno, integrante de la comisión nacional dispuesta para la elección final). Consta de una base de rocas de varias toneladas, y de unas grandes esculturas en bronces que se realizaron en Buenos Aires.
La temática es histórica y con sentido conmemorativo: la exaltación de la Gesta Libertadora. A través de un vasto conjunto escultórico de estatuas y relieves se han relatado los principales momentos de la epopeya, sobre un basamento que simboliza la cordillera de los Andes. El monumento alcanza en su punto más alto 16 metros de altura.   
En su frente aparece la estatua ecuestre del General José de San Martín, acompañado a sus lados por dos grupos de Granaderos a Caballo (de cinco figuras cada uno). Rodeando el basamento en los costados este, sur y oeste, se encuentran tres frisos que narran los hechos más notables en la formación del ejército. En el ubicado al este están representadas las actividades de la maestranza a cargo del fray Luis Beltrán, en el del sur se destacan los donativos de las damas y del pueblo, y en el oeste se aprecia la partida del ejército hacia Chile.  
En la parte superior se encuentra representada la caballería en posición de ataque, al toque del clarín. Sobre ésta, se eleva la figura alegórica de la Libertad envuelta en la bandera de la Patria y  mostrando las cadenas rotas que simbolizan la Independencia de la Argentina, mientras que a un costado se alza el símbolo de los Andes: un cóndor que alza vuelo. En el basamento están colocados los escudos de Argentina, Chile y Perú. 